# Joaquim Mariano da Silva
Joaquim Mariano da Silva foi um político brasileiro do estado de Minas Gerais. Foi eleito deputado estadual de Minas Gerais para a 6ª legislatura na Assembleia Legislativa de Minas Gerais (1967 - 1971), pelo MDB.